# Bradien
Bradien és un grup català de música instrumental format el 2005 que s'inspira tant en el pop com en les bandes sonores, el dub, l'exòtica o la library music. Han publicat Minoi Tiare (Holyrook, 2007), un set polzades amb el grup escocès Dosimat (2007), Linden (spa.RK, 2009), que inclou una col·laboració del poeta beat John Giorno, Trim (Poprebop, 2010) i juntament amb Eduard Escoffet els discos Pols (spa.RK, 2012) i Escala (spa.RK, 2015), produït per Stefan Schneider i amb la col·laboració de Lydia Lunch i Arnaldo Antunes. Han fet remescles, cançons per a exposicions, cicles i pel·lícules.